# Anécique

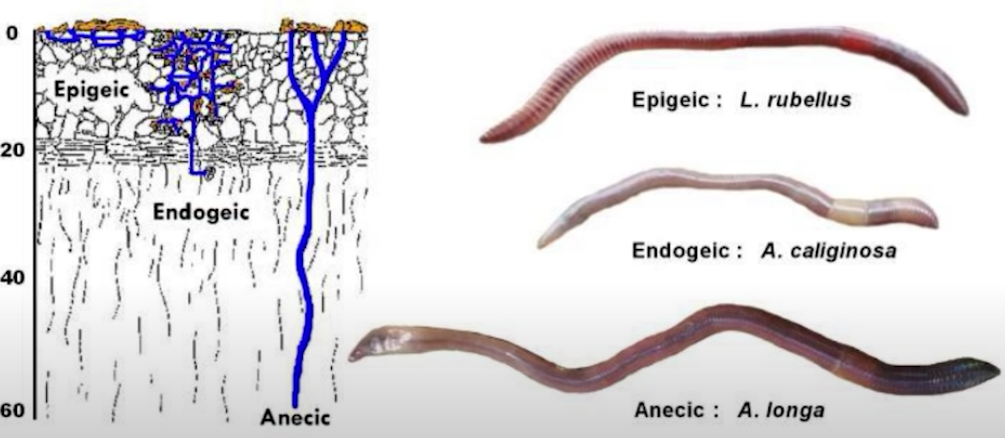
Les trois principales catégories écologiques de vers de terre. La semelle de labour (située à plus de 20 cm de profondeur) peut être percée et « reperméabilisée » par les anéciques, permettant aux racines de s'étendre au-delà de cette couche compacte, et d'accéder à des réserves hydriques plus profondes.

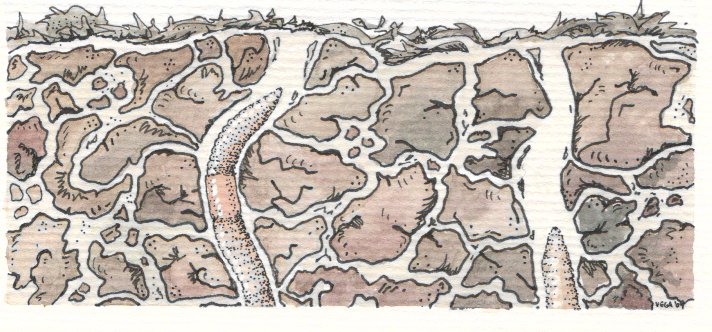
Ver anécique. Galerie verticale de Lumbricus Terrestris

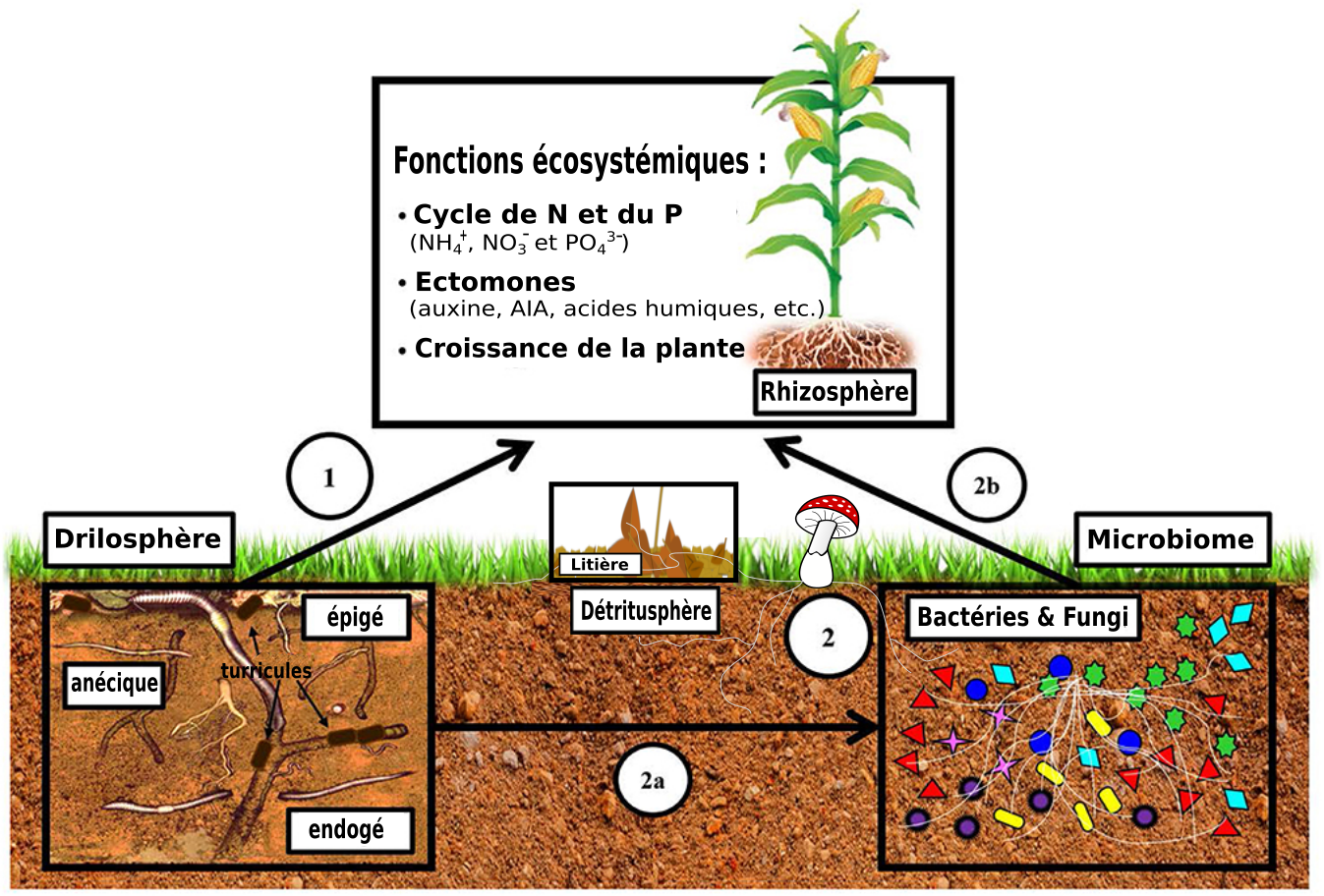
Effets directs (1) et indirects (2) de la drilosphère sur les sols et leurs fonctions écosystémiques.

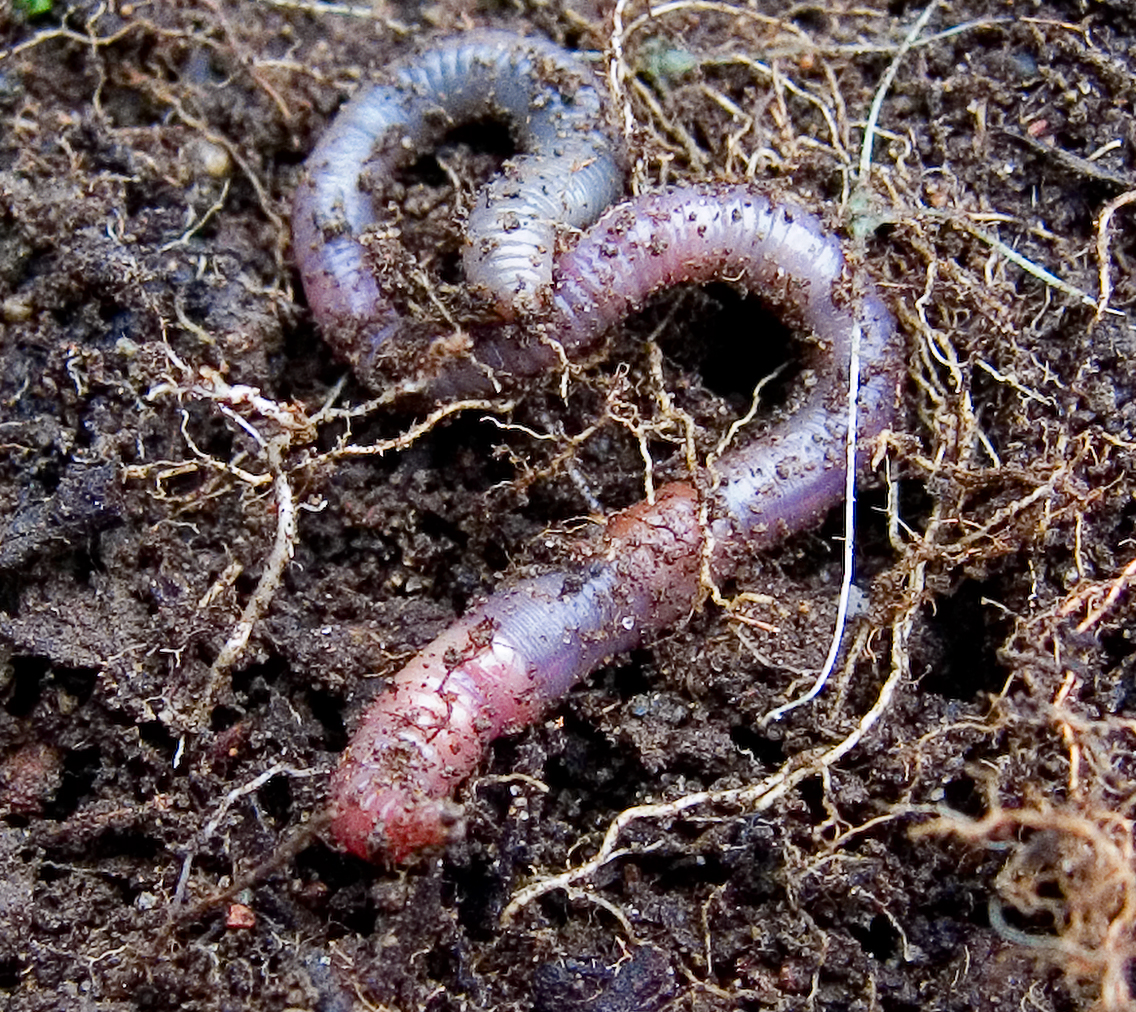
Le ver de terre commun est un anécique (un épi-anécique, pour être précis, car au stade juvénile, il est épigé, avant de devenir anécique au stade adulte), à pigmentation brune, qui devient irisée sur le dos, cette irisation lui conférant un mimétisme crépusculaire (homochromie avec l'environnement).

Les anéciques (« qui montent », du grec anesis, « élasticité ») sont des vers de terre de grande taille (en général d'une longueur de 100 à 1 100 mm chez les Lumbricidae adultes, avec un diamètre de 4 à 8 mm). Ils vivent de 4 à 8 ans. Ils évoluent dans des galeries verticales ou sub-verticales qu'ils creusent dans le sol, de 1,5 m à 2 m de profondeur (galeries à 6 mètres dans une carrière, observées par Marcel BOUCHE). Ils occupent ainsi l'ensemble du profil du sol, à l'opposé des deux autres catégories écologiques de vers de terre, les épigés, les endogés. Ils constituent 80 % de la masse totale des lombrics, en Europe tempérée.

## Mode de vie

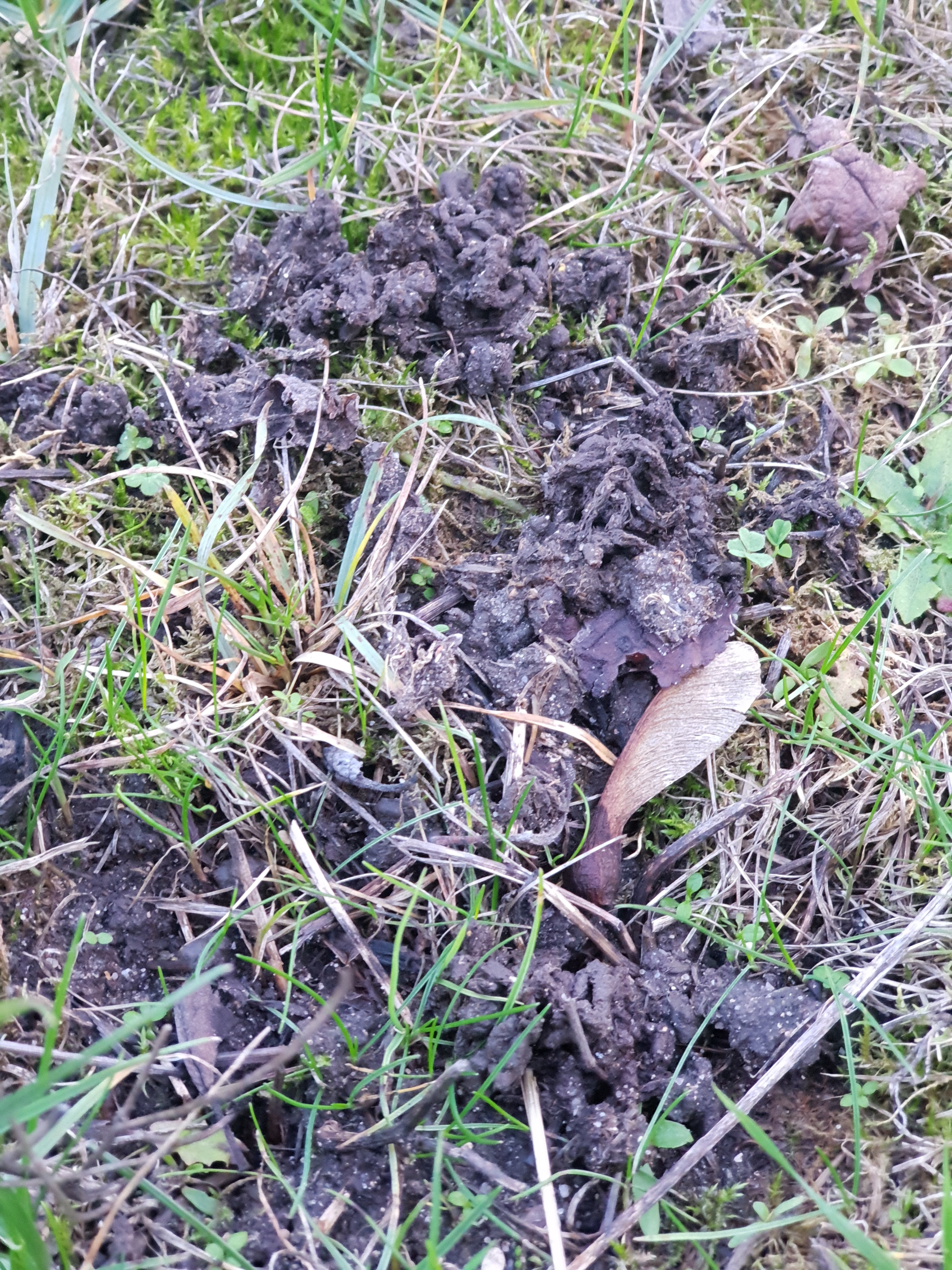
Turricules de vers anéciques (mois de décembre) - France

Les galeries verticales des vers anéciques sont permanentes ou semi-permanentes. Elles débouchent à la surface du sol. Les anéciques sortent la nuit pour échapper à leurs prédateurs (oiseaux, insectes) et se nourrir de la litière qu'ils emmènent avec eux tout en laissant leur queue dans la galerie (création de cabane ou resserre) . Ils enfouissent une partie des débris végétaux dans leurs galeries et les laissent se décomposer sous l'action des micro-organismes. Ils les ingèrent alors avec de la terre (ils se nourrissent de la phase organo-minérale du sol, leur alimentation est constituée de 80 % de minéral et 20 % de débris végétaux),. De fait ils sont sapro-géophages (saprophages et géophages). Les déjections sont soient rejetées à la surface du sol, sous forme de petits monticules appelés turricules ou tortillons, soit elles vont tapisser la paroi des galeries.

### Conséquences en pédologie
- Leur action contribue à brasser la matière organique et minérale de l'ensemble du profil du sol [8].
- Ils ensemencent le profil en micro-organismes qui transitent dans l'intestin des vers[8]. Ces micro-organismes impliqués dans le cycle du carbone contribuent à transformer la matière organique.
- La création de rugosités de surfaces sous forme de turricules limite l'érosion des sols[9].
- Leur galeries verticales qui débouchent en surface améliorent les échanges gazeux et la respiration des sols[9].
- Les galeries permettent aussi une infiltration de l'eau de pluie plus profonde et rapide, ce qui améliore la rétention d'eau du sol et limite le phénomène de ruissellement[9].
- Le micro-réseau hydrique du sol est amélioré, le ressuyage du sol est aussi plus rapide[9]

### Bioindicateur des sols
Comme les autres vers de terre, ce sont des animaux primitifs dont l'origine remonte à l'ère primaire. Ils sont très sensibles aux modifications de l'environnement, ce qui permet de les utiliser comme bioindicateurs de l'état et de l'usage des sols.

### Fécondité
Les anéciques ont la fécondité des vers de terre la plus réduite avec 3 à 13 cocons, par adulte et par an. La douzaine de cocons d'un ver anécique adulte donne une quinzaine de descendants par an.

### Durée de vie
La durée de vie est de 4 à 8 ans pour les anéciques comme pour les endogés, alors qu'elle n'est que de 3 mois pour les vers épigés,.
Selon Marcel Bouché, elle pourrait même être s'étendre à 20 à 25 ans, sans que cela ait été démontré à l'aide d'une méthode scientifique rigoureuse.

### Temps de génération
Le temps de génération découle de la durée de vie, il est de 5 à 7 ans pour les vers anéciques ou endogés. Cela traduit la vitesse de recolonisation d'un milieu. Ce temps n'est que de 1 à 2 ans pour les vers épigés.

### Activité
Comme les autres vers de terre, les anéciques sont surtout actifs durant l'automne et le printemps (à la sortie de l'hiver). Le sol doit être suffisamment humide. Une température de 10 à 12 °C est idéale à leur développement.
Lorsque les conditions météorologiques sont défavorables, les vers anéciques deviennent inactifs (comme les endogés). Ils s'enroulent dans une boule de mucus, une logette d'estivation. Ils sont en diapause, c'est-à-dire qu'ils mettent leur métabolisme au ralenti.
Pour les anéciques à tête noire, l'inactivité est consécutive à la régulation hormonale. Cette période de pause dure de juin à septembre. Pour d'autres, l'inactivité est créée par les contraintes du milieu comme la sécheresse du sol. Elle prend fin dès l'interruption des conditions limitantes.

## Description
En Europe tempérée, les anéciques représentent 80% de la masse totale des lombrics.

### Morphologie
Les anéciques sont les plus grands vers. Leur taille va de 10 cm à 1,10 m de long, c'est le Lombricus Terrestris Monpellieris.

### Couleur
La couleur des vers anéciques est plus forte du côté de la tête. Elle varie du rouge-brun au gris noir. Cela permet de différencier deux sous-catégories, les anéciques à tête rouge dont le comportement se rapproche des vers épigés à l'automne, avec un réseau de galeries très peu ramifié, les anéciques à tête noire exclusivement anéciques qui créent un réseau de galeries très ramifié.

### Digestion
Les vers anéciques comme les endogés ingèrent les matières organiques plus ou moins dégradées avec de la terre (argiles ou limons fins). Dans le tube digestif, ces aliments sont en contact avec les sécrétions du ver (enzymes, mucus, ammonium) et des micro-organismes intestinaux. Le brassage intestinal forme des complexes organo-minéraux ; il s'agit de micro-agrégats très stables, formés d'humus et d'argiles, retrouvés dans les déjections après le transit intestinal. Ces agrégats présentent une stabilité structurale. Ils sont riches en éléments minéraux facilement assimilables, et en matière organique.

## Influence des pratiques culturales
La nature du sol influence la composition et la population des vers de terre. Les pratiques culturales vont améliorer ou dégrader l'écologie du sol.

### Le travail mécanique du sol
Le travail profond du sol comme le labour modifie profondément leur population et distribution dans le profil du sol. La population va chuter de façon plus importante après une culture de printemps en comparaison d'une culture d'hiver.
Pour pallier cet inconvénient, certains agriculteurs ont recours aux techniques culturales simplifiées et pratiquent le semis direct (sans labour).

### Les pesticides
La multiplicité des produits et l'évolution constante des matières actives rendent complexes l'analyse.
Cependant, des chercheurs de l’INRA Versailles-Grignon ont mis en évidence qu’une réduction de moitié des pesticides conduit à une nette augmentation des populations de vers de terre vivant plus particulièrement au contact de la surface du sol. Des résultats à considérer dans la perspective de voir évoluer les pratiques agricoles.